# فرودگاه غازی‌آباد
فرودگاه غازی‌آباد (انگلیسی: Ghaziabad Airport) یک فرودگاه عمومی است که در نزدیکی غازی‌آباد، کنر، افغانستان واقع شده است.